# Michel Onfray
Michel Onfray, född 1 januari 1959 i Chambois, Orne, Frankrike, är en filosof. Onfray anser att det inte finns någon filosofi utan psykoanalys, då all filosofi enligt hans deterministiska världsbild utgår från filosofens personliga erfarenheter. 
Onfray betecknar sig själv som ateist och anser att religion är oförsvarlig. Hans verk prisar hedonism, förnuft och ateism och utgår ifrån en kombination av en pragmatisk existentialism och den utilitaristiska filosofiskolan. Några av hans förebilder är Epikuros, Michel de Montaigne, Jean Meslier, Baron d'Holbach, Spinoza, Karl Marx och Nietzsche. Under 2004 startade han "Université populaire de Caen", ett avgiftsfritt folkuniversitet där man har kurser i bland annat filosofi, politik, feminism, psykoanalys, matematik och film. 
Ett av Onfrays mer kända projekt är "Filosofins mothistoria" där han redogör för filosofer han anser glömts bort eller tystats i västerländsk filosofihistoria. Framför allt behandlar böckerna materialismens, anarkins, radikalismens, ateismens och hedonismens filosofer. Han framför starkt tesen om att lusten skall ses som något eftersträvansvärt för människan och han formulerar sina tankar kring sin lustteori på en rad olika områden så som inom erotiken, moralen, kampen/upproret och kulturen. Michel Onfray är starkt influerad av Friedrich Nietzsches tankevärld och då framför allt av vänsternietzscheanismen men även av den politiska anarkismens tankegångar.

## Utgivna titlar på svenska
- Handbok för ateister. En ateologisk betraktelse (översättning: Jim Jakobsson). Nya Doxa, 2006.
- Kraften att leva. Ett hedonistiskt manifest (översättning Jim Jakobsson). Nya Doxa, 2007.
- Filosofins mothistoria 1. Antikens visdomar (översättning Jim Jakobsson). Nya Doxa, 2007.
- Filosofins mothistoria 2. Den kristna hedonismen (översättning Jim Jakobsson). Nya Doxa, 2008.
- Filosofins mothistoria 3. Barockens libertiner (översättning Jim Jakobsson). Nya Doxa, 2010.
- Nietzsche: att skapa sig frihet (översättning Jim Jakobsson). Agerings Bokförlag, 2011.